# Talladega
Talladega is een plaats (city) in de Amerikaanse staat Alabama, en valt bestuurlijk gezien onder Talladega County.
Nabij Talladega bevindt zich de Talladega Superspeedway.

## Demografie
Bij de volkstelling in 2000 werd het aantal inwoners vastgesteld op 15.143.
In 2006 is het aantal inwoners door het United States Census Bureau geschat op 17.131, een stijging van 1988 (13.1%).

## Geografie
Volgens het United States Census Bureau beslaat de plaats een oppervlakte van
62,0 km², waarvan 61,8 km² land en 0,2 km² water. Talladega ligt op ongeveer 187 m boven zeeniveau.

## Plaatsen in de nabije omgeving
De onderstaande figuur toont de plaatsen in een straal van 24 km rond Talladega.

## Geboren
- Bill Johnson (1884-1972), jazzcontrabassist en orkestleider